# Андерсон, Мэри (изобретатель)
Мэри Андерсон (англ. Mary Anderson;19 февраля 1866, округ Грин, Алабама — 27 июня 1953, Монтигл, Теннесси) — американская владелица ранчо, виноградарь и изобретательница стеклоочистителя. В ноябре 1903 года она получила свой первый патент на стеклоочиститель, то есть на устройство для очистки стекол автомобиля, управляемое изнутри автомобиля.

## Биография
Мэри Андерсон родилась в округе Грин, штат Алабама в 1866 году, в начале периода реконструкции Юга . В 1889 году она переехала со своей овдовевшей матерью и сестрой в процветающий город Бирмингем (Алабама). Вскоре после поселения в городе она построила на Хайленд-авеню доходный дом Fairmont Apartments. В 1893 году Мэри Андерсон переехала во Фресно, Калифорния, где она жила до 1898 года, после чего возвратилась в Бирмингем. В Бирмингеме Мэри Андерсон продолжала управлять «Fairmont Apartments» до своей смерти в возрасте 87 лет. К этому времени она была самым старым членом Пресвитерианской церкви в Южном Хайленде. Она умерла в своем летнем доме в Монтигл, штат Теннесси, похоронена на кладбище Элмвуд.

## Изобретение стеклоочистителей
Во время посещения Нью-Йорка зимой 1902 года во время поездки в городском трамвае она заметила, что, несмотря на морозный день, машинист ехал с открытыми створками ветрового стекла, поскольку ему было необходимо постоянно смахивать падающий дождь и снег. Когда она вернулась в Алабаму, она наняла конструктора, который разработал для неё очиститель лобового стекла с ручным управлением. По её заказу местная компания изготовила рабочую модель стеклоочистителя. Подав заявку, в 1903 году она получила патент на стеклоочиститель. Стеклоочиститель состоял из рычага внутри автомобиля, который управлял резиновой щёткой на внешней стороне ветрового стекла. Для обеспечения контакта между стеклоочистителем и окном использовалась пружина. С помощью рычага подпружиненную щётку можно было двигать слева направо по ветровому стеклу. Подобные устройства делались и раньше, но стеклоочиститель конструкции Мэри Андерсон был первым эффективно работающим стеклоочистителем.
В 1905 году Андерсон попыталась продать права на своё изобретение известной канадской фирме, но получила отказ. Предложение Андерсон отклонили, заявив, что фирма не считает, что её изобретение имеет коммерческую ценность. После истечения срока действия патента в 1920 году, начало расти производство автомобилей. В 1922 году компания Cadillac стала первым производителем автомобилей, который устанавливал стеклоочистители конструкции Мэри Андерсон на все свои автомобили в качестве стандартного оборудования. Вскоре стеклоочистители сделались стандартным оборудованием для любых автомобилей.

## В популярной культуре
Изобретение стеклоочистителя Мэри Андерсон упоминается в мультфильме «Симпсоны» в 19-м эпизоде 17 сезона, который называется «Девочки просто хотят математики» во время спора по поводу равенства полов между Мардж Симпсон, её мужем Гомером и сыном Маркусом.
Мардж: «Ну, ещё стеклоочиститель изобрела женщина!»
Гомер: «Прекрасное дополнение для автомобиля, который изобрели мужчины!»

## Наследие
В 2017 году она была введена в Национальный зал славы изобретателей.